# Ceracis palaceps
Ceracis palaceps es una especie de coleóptero de la familia Ciidae.

## Distribución geográfica
Habita en Guam.